# Halima Aden

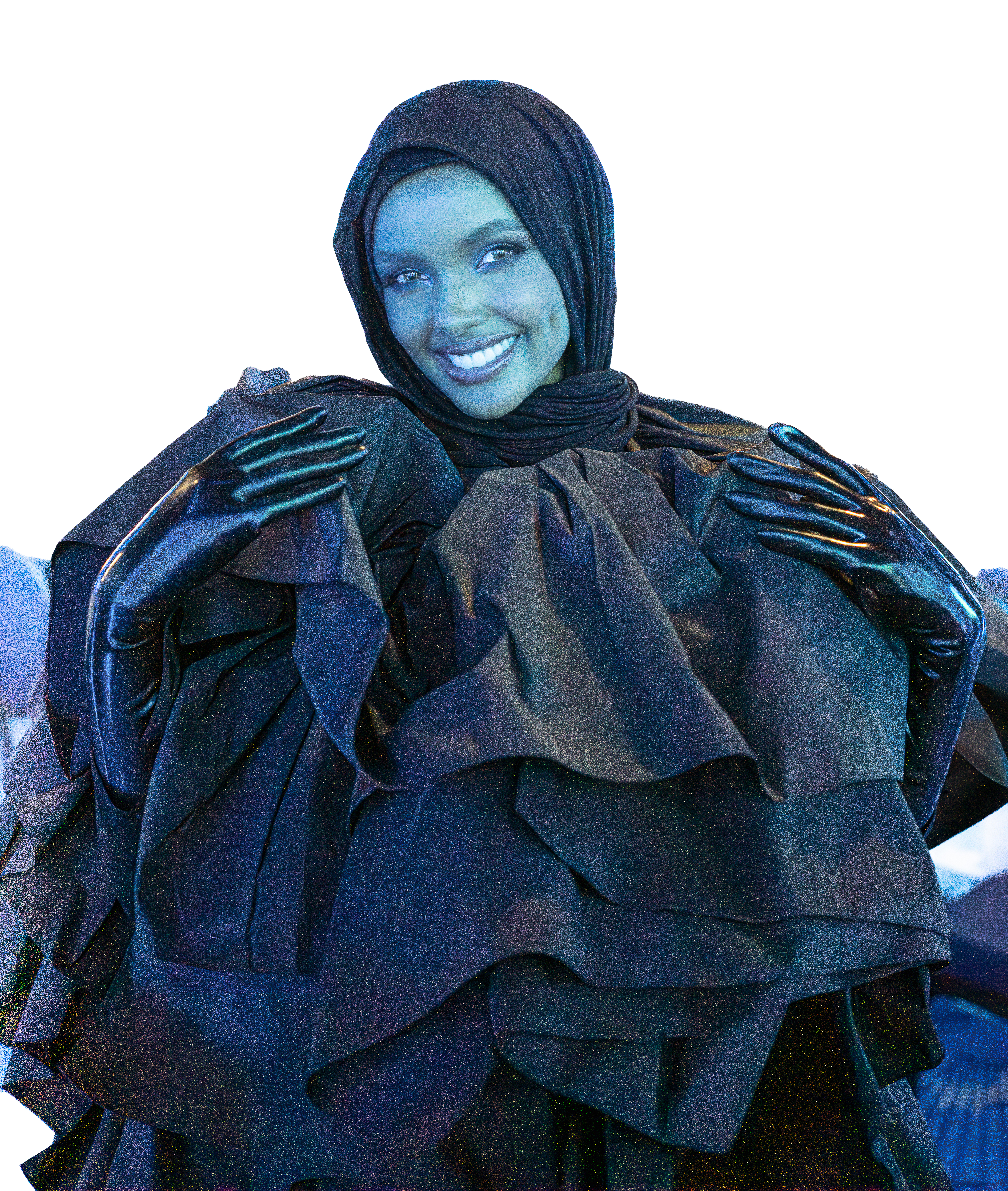
Halima Aden auf der Cannes 2023

Halima Aden (geboren am 19. September 1997 im Flüchtlingslager Kakuma Kenia) ist eine somalisch-amerikanische Modedesignerin und ehemaliges Model. Sie ist die erste Frau, die bei der Wahl zur Miss Minnesota USA einen Hijab trug. 2021 wurde sie von der BBC der 100-Women-Liste der BBC zugefügt.

## Leben
Halima Aden wurde in einem Lager für Geflüchtete der Vereinten Nationen (UNHCR) in Kakuma, Kenia, geboren. Ihre Eltern, die vor einem Bürgerkrieg geflohen waren, der ihr Heimatland zerstörte, zogen, als sie sieben Jahre alt war, in die Vereinigten Staaten und ließen sich in Missouri nieder. Anschließend zogen sie nach St. Cloud, Minnesota, wo es eine große somalische Einwanderergemeinde gab. Im Alter von zehn Jahren gründete Aden ein Flechtgeschäft, um Schulausflüge zu finanzieren und neue Kleidung zu kaufen. Mit 16 nahm sie zwei verschiedene Jobs im St. Cloud Hospital an – einen vor und einen nach der Schule. Den Zuverdienst verwendete sie, um ihrer Familie in Minnesota und Somalia zu helfen. Neben ihrem intensiven Arbeitspensum nahm sie auch an Highschool-Aktivitäten wie Scheinprozessen und einem Rednerclub teil. An der St. Cloud High School wurde sie die erste muslimische Ballkönigin der Schule. Nach ihrem Abschluss schrieb sie sich an der St. Cloud State University ein.

## Wirken
2016 erlangte Halima Aden erstmals nationale Aufmerksamkeit, als sie an einer Anti-Gewalt-Kundgebung in St. Cloud teilnahm. Ein lokaler Fotograf hielt den Moment fest, als ein Baby nach Adens Hijab griff. Ein Senator des Bundesstaates teilte das Foto und Journalisten erfuhren von Adens Teilnahme an der Miss-Minnesota-Wahl. So wurde ihre Teilnahme am Wettbewerb Mittelpunkt der Berichterstattungen.
Aden, die dem muslimischen Glauben angehört, trug während der gesamten Miss-Minnesota-Wahl einen Hijab und im Bereich Bademode einen Burkini, der den ganzen Körper bedeckte. Sie schaffte es bis ins Halbfinale des Wettbewerbs und wurde landesweit bekannt. Carine Roitfeld, die Herausgeberin von CR Fashion Book, wurde auf die Geschichte aufmerksam und fand Gefallen an Adens Look. Aden bekam 2017 einen Vertrag mit der internationalen Modelagentur IMG, nachdem sie von ihrem Glauben bestimmte Bedingungen festgelegt hatte und damit einen für die Modeindustrie wichtigen Teil ihrer selbst, ihre Haare, dem Vermarkten der Modeindustrie entzog. Sie ist eine der ersten gläubigen Musliminnen, die mit Kopftuch von einer der größten Modelagenturen der Welt, von IMG, unter Vertrag genommen wurde.
Seit ihrem Eintritt in die Modewelt ist sie auf dem Laufsteg für Kanye Wests Yeezy-Linie aufgetreten und war auf den Titelseiten von Teen Vogue, British Vogue, Vogue Arabia und Elle UK zu sehen. Im Juni 2018 schaffte sie es als Erste im Hijab auf das Cover von Vogue Arabia und ist damit das erste Model überhaupt auf der Titelseite eines Vogue-Magazins, das ein Kopftuch trägt.
Halima Aden lief bereits für Marken wie Alberta Ferretti, Dolce & Gabbana, Max Mara und Yeezy über den Laufsteg. In ihrer kurzen Modelkarriere zierte sie die Titelseiten großer Modemagazine. 2019 wurde sie durch die Seiten der Sports Illustrated Swimsuit Issue international bekannt, als sie als erstes muslimisches Model einen Burkini trug.

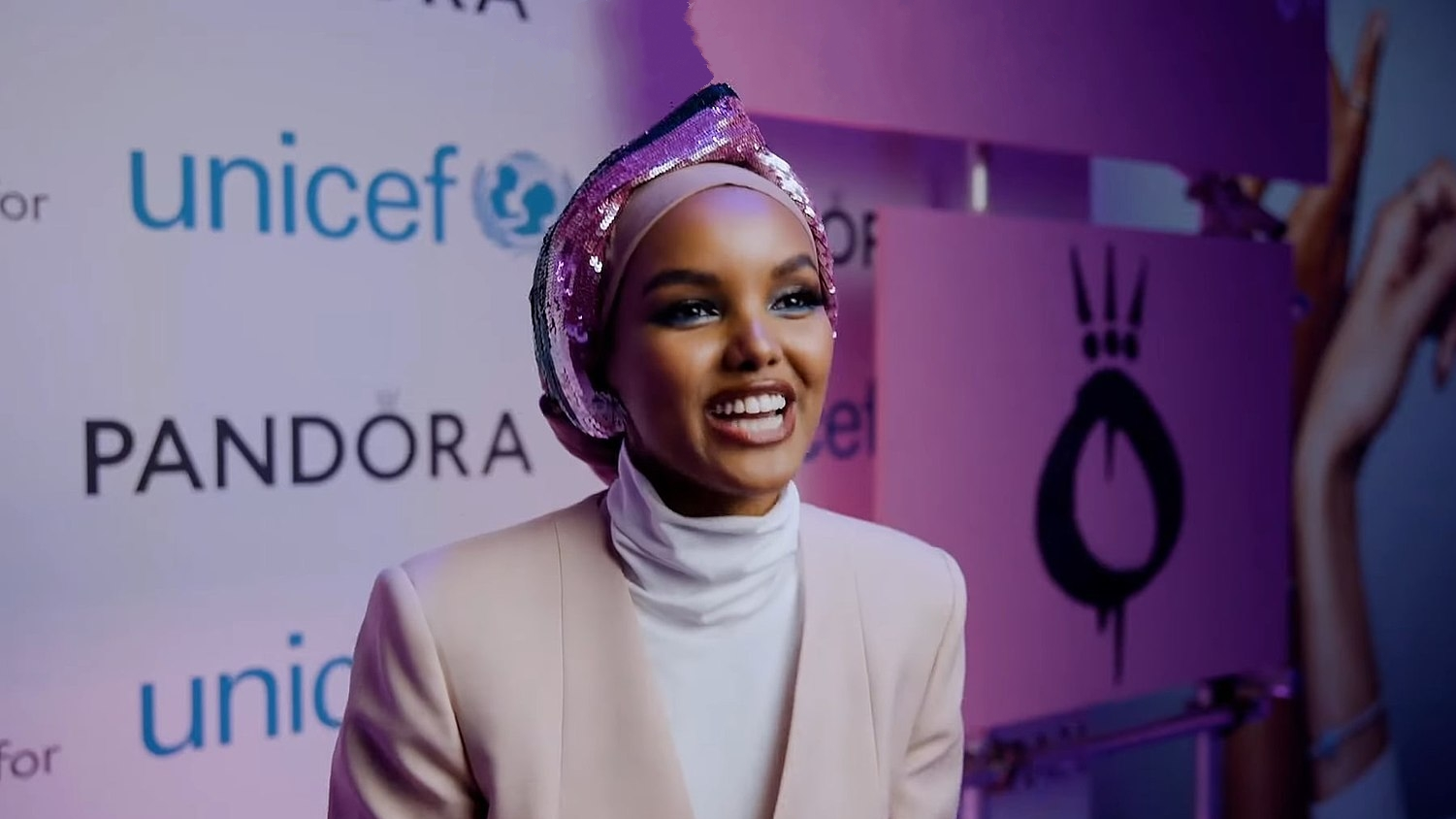
Halima Aden zum Internationalen Frauentag 2020 für UNICEF in London

Nach einem Vortrag im Kakuma-Flüchtlingslager in Kenia, Afrika, wurde sie zur offiziellen UNICEF-Botschafterin ernannt. Dies war das Flüchtlingslager, in dem Aden geboren wurde und in dem sie die ersten sieben Jahre ihres Lebens verbrachte.
Aden ist ausführende Produzentin des Films I AM YOU (2019) von Sonia Nassery Cole und war Moderatorin der Premiere. I AM YOU ist ein Dokumentarfilm, der die Widerstandsfähigkeit von Geflüchteten darstellt, die gezwungen sind, aus ihren Ländern zu fliehen, um Gewalt, Entbehrungen und Krieg zu entkommen.
Im November 2021 kündigte sie ihre Verträge mit der Begründung, dass ihr Glaube gefährdet sei und aufgrund der schlechten Arbeitsbedingungen in der Modelbranche. Im Magazin Telegraph Online kritisierte sie: „Manche Leute behandeln Models buchstäblich wie menschliche Kleiderbügel, wie Kleiderbügel. Das ist falsch. Sie sind keine Requisiten, sie sind Menschen. Behandeln Sie sie so, wie Sie möchten, dass Ihre eigene Tochter behandelt wird.“ Auf Instagram erklärte sie ihre Entscheidung detailliert und beschloss: „Sie könnten mich morgen anrufen und nicht einmal für 10 Millionen Dollar würde ich jemals wieder riskieren, meinen Hidschab zu kompromittieren“. Von diesem Zeitpunkt beschloss sie nach deen over dunyaa zu leben. Das bedeutet den Glauben über weltliche Einflüsse zu stellen.

„Als ich anfing, dachte ich: 'Das wird die Tür für so viele Mädchen in meiner Gemeinschaft öffnen'. Ich habe nie eine Zeitschrift durchgeblättert und jemanden im Hidschab gesehen, also war es ein wahr gewordener Traum, diese Person für andere Mädchen zu sein. Aber in den letzten zwei Jahren meiner Karriere hatte ich so viele innere Konflikte.“

Aden arbeitet seither als Designerin für ein türkisches Modelabel. Sie hatte bereits 2016 mit der Arbeit als Designerin begonnen und eine Reihe von Kopftüchern entworfen.

### Hintergründe
Der Wettbewerb (Miss-Minnesota-Wahl), bei dem Aden unter die besten 15 Teilnehmerinnen kam, fand statt, nachdem Wochen zuvor das FBI einen 67-prozentigen Anstieg von Hassverbrechen gegen muslimische Amerikaner im Jahr 2015 gemeldet hat. Forscher führten dies zum Teil auf die Rhetorik des Präsidenten Donald Trump zurück, der während seiner Kampagne ein Einwanderungsverbot für ausländische Muslime und ein nationales Register für Muslime in den Vereinigten Staaten forderte.
2016 gab es Kontroversen zum Thema Burkini und die Debatte dazu – der ehemalige französische Staatschef Nicolas Sarkozy als „politischen Akt, einen militanten Akt, eine Provokation“ in Form eines Badeanzugs bezeichnete – spitzte sich im August 2017 zu, als Frankreichs höchstes Verwaltungsgericht entschied, dass die Städte nicht das Recht haben, die Badebekleidung zu verbieten. Aden wandte sich gegen ihre Kritiker und sagte: „Es ist nicht leicht, die Erste zu sein, und es gibt immer ein bisschen Gegenwind, wenn man etwas anderes macht. Es gibt einige in der muslimischen Gemeinschaft, die sagen: 'Du bist ein Mädchen, du solltest dich nicht mit Mode beschäftigen, weil das im Widerspruch zur Sittsamkeit steht'. Für sie hat es nichts mit der Religion zu tun, sie sagen: 'Warum müssen wir einen Hijab sehen?' Aber das bin nicht ich, ein Mädchen, das in der modernen Welt lebt, in der man repräsentiert werden muss, in der die eigene Stimme zählt.“